# Leo Becker
Leo Becker (* 14. März 1840 in Berlin; † 8. Dezember 1886 in Gut Neidenburg) war Rittergutsbesitzer, Landrat und Mitglied des Deutschen Reichstags.

## Leben
Becker wurde in Schnepfenthal bei Gotha erzogen und besuchte bis 1857 das Werdersche Gymnasium in Berlin. Zwischen 1864 und 1866 besuchte er die landwirtschaftlichen Akademien in Proskau und Eldena. Von 1857 bis 1864 hat er in verschiedenen Wirtschaften Ostpreußens, der Mark und Schlesiens die Landwirtschaft praktisch erlernt und 1866 seine eigenen Güter übernommen. Als Premier-Lieutenant der Landwehr war er an den Kriegen von 1866 und 1870/71 beteiligt. Ab 1876 war er Kreisdeputierter des Kreises Neidenburg und Mitglied des Provinziallandtag der Provinz Ostpreußen, von 1882 bis 1886 war er Landrat in Neidenburg.
Von 1878 bis 1883 war er Mitglied des Deutschen Reichstags für den Reichstagswahlkreis Regierungsbezirk Königsberg 8 und die Deutsche Reichspartei.